# Großsteingrab Charlottenlund
Das Großsteingrab Charlottenlund ist eine megalithische Grabanlage der jungsteinzeitlichen Nordgruppe der Trichterbecherkultur im Kirchspiel Gentofte in der dänischen Kommune Gentofte. Es wurde 1940 archäologisch untersucht.

## Lage
Das Grab liegt östlich von Charlottenlund im Schlosspark, östlich des Schlosses an der Südseite der Jægersborg Alle.

## Forschungsgeschichte
In den Jahren 1899, 1938 und 1940 führten Mitarbeiter des Dänischen Nationalmuseums Dokumentationen der Fundstelle durch. 1940 erfolgte eine Grabung, die aber keine Funde erbrachte.

## Beschreibung
Die Anlage besitzt eine runde Hügelschüttung mit einem Durchmesser von 15 m; die Höhe beträgt gemäß dem Bericht von 1899 1,6 m, nach dem Bericht von 1938 hingegen nur 1,3 m. Eine steinerne Umfassung ist nicht erkennbar.
Der Hügel enthält eine Grabkammer, die als Urdolmen anzusprechen ist. Sie ist nord-südlich orientiert und hat eine Länge von 1,5 m, eine Breite von 0,8 m und eine Höhe von 0,9 m. Die Kammer besteht aus je einem Wandstein an den Langseiten, einem Abschlussstein an einer Schmalseite und einem Deckstein.